# 美濃部亮吉
美濃部 亮吉（みのべ りょうきち、1904年2月5日 - 1984年12月24日）は、日本のマルクス経済学者、政治家、教育者。東京都知事（第6・7・8代）、参議院議員（全国区、1期）を歴任。

## 来歴・人物

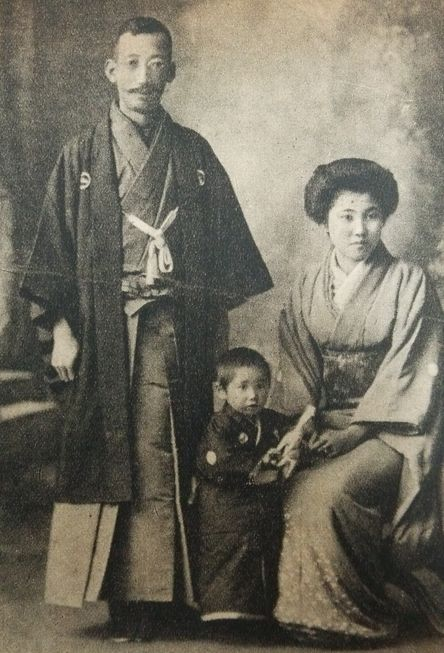
両親とともに（1906年）

東京高等師範学校附属中学校2年生のころ

元文部大臣の菊池大麓の長女・多美子と美濃部達吉の間の長男として東京府東京市本郷区に生まれた。父・達吉は天皇機関説で知られる憲法学者である。亮吉は箕作阮甫の玄孫にあたる。
東京高等師範学校附属小学校（現・筑波大学附属小学校）、同附属中学校（現・筑波大学附属中学校・高等学校）を卒業する。附属中学の同級生には、正田英三郎（日清製粉名誉会長、上皇后美智子の父）、岸本英夫（東京大学名誉教授）、芳賀檀（ドイツ文学者）、諸井三郎（作曲家）などがいる。旧制二高（現・東北大学）を経て、東京帝国大学に進む。
東京帝国大学経済学部では、マルクス経済学者の大内兵衛に師事し、後期資本主義の危機的状況の諸現象、特にインフレーションについて研究した。助手となるが、マルクス主義と処世の両立を安易に信じているような態度で挨拶に行ったことが反マルクス派の河合栄治郎の怒りを買い、母校の経済学部に講師として残ることが不可能になる。そのため法政大学経済学部に転出し、以後マルクス経済学者として教鞭を振るう。大内兵衛、有沢広巳と共に、労農派マルクス経済学からの内閣総理大臣・池田勇人（当時）のブレーンの一人でもあった。
戦後は毎日新聞論説委員、内閣統計委員会委員兼事務局長、持株会社整理委員会委員となる。1948年11月、持株会社整理委員会委員時代、昭和電工に関する問題に関し、衆議院不当財産取引調査特別委員会に証人喚問された。
1960年から1962年までNHK教育テレビで放送されていた『やさしい経済教室』で、経済の問題をやさしく解説する「お父さん」役として出演しており、都知事選出馬前にはお茶の間に名前が売れていた。
1967年（昭和42年）から1979年（昭和54年）まで東京都知事を3期12年務めた。
1980年（昭和55年）6月の第12回参議院議員通常選挙に、日本社会党東京都本部などの推薦を受けて無所属で全国区から立候補し当選した。革新自由連合所属の中山千夏率いる院内会派「一の会」に所属し、後に第二院クラブらの議員との統一会派「無党派クラブ」「参議院の会」代表を務めた。
晩年は病気がちとなり、任期途中の1984年（昭和59年）12月24日、自宅の書斎で心筋梗塞のため死去。80歳没。墓は多磨霊園にある。

## 年表
- 1904年（明治37年）2月5日：出生

東京教育大学の研究室にて（1967年）

- 1916年（大正5年）：東京高等師範学校附属小学校（現・筑波大学附属小学校）卒業
- 1921年（大正10年）：東京高等師範学校附属中学校（現・筑波大学附属中学校・高等学校）卒業
- 1923年（大正12年）：旧制第二高等学校卒業
- 1927年（昭和2年）：東京帝国大学経済学部卒業。東京帝国大学助手
- 1929年（昭和4年）：東京帝国大学農学部講師（1932年まで）
- 1935年（昭和10年）：法政大学教授
- 1938年（昭和13年）：人民戦線事件で検挙され法大教授を辞任
- 1939年（昭和14年）：信越化学工業嘱託
- 1945年（昭和20年）：毎日新聞論説委員を委嘱される
- 1946年（昭和21年）：内閣統計委員会委員に任命、事務局長を兼任、持株会社整理委員会委員に就任
- 1949年（昭和24年）：東京教育大学教授を併任（1967年まで）
- 1950年（昭和25年）：経済安定本部参与に就任
- 1952年（昭和27年）：行政管理庁統計基準部長（1956年まで）
- 1967年（昭和42年）：東京都知事選挙に社会党・共産党推薦で立候補、自民党・民社党推薦の松下正寿立教大学総長、公明党推薦の阿部憲一渋沢海運社長を破り当選
- 1971年（昭和46年）：社会・共産の推薦で出馬、自民党推薦の秦野章前警視総監を破り再選
- 1975年（昭和50年）：社会・公明・共産の推薦で出馬、自民党推薦の石原慎太郎と民社党推薦の松下正寿を破り3選
- 1979年（昭和54年）：4選不出馬を表明。東京都知事を退任
- 1980年（昭和55年）：第12回参議院議員通常選挙に出馬し、当選
- 1984年（昭和59年）12月24日：死去

### 家族
信濃毎日新聞社社長・衆議院議員・貴族院議員を務めた小坂順造の長女・百合子（自由民主党衆議院議員小坂善太郎・自由民主党衆議院議員小坂徳三郎の姉）と結婚し、長男・次男・三男をもうけたが、都知事就任前に離婚、子供3人は小坂家に引き取られた。都知事就任時には既に再婚しており、後妻との間に長女をもうけている。1984年（昭和59年）12月の死去に際しては後妻が喪主を務めている。
長男は自由民主党衆議院議員（後に参議院議員）小坂憲次（善太郎の子）の秘書を務めた。また次男は僧侶となってオーストラリアに渡り、三男は信越化学工業に勤務した。いずれも小坂姓を名乗っている。

## 東京都知事

都知事選での街宣活動（1967年）

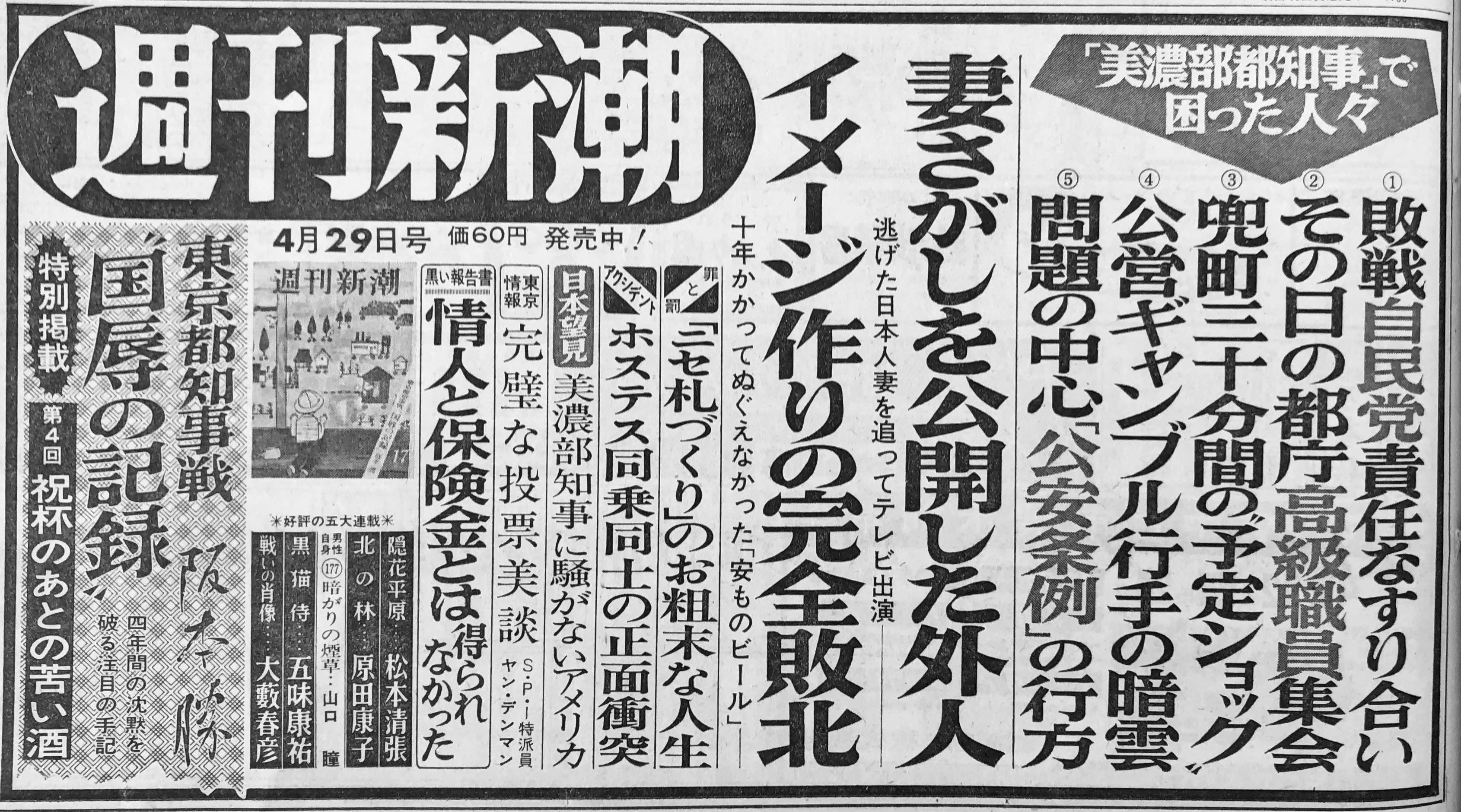
都知事選初当選直後に新聞に掲載された『週刊新潮』1967年4月29日号の広告

1967年東京都知事選挙に出馬し、220万389票を得票して当選。松下正寿の得票とはわずか14万票の僅差であった。革新統一による知事として知られ、「ミノベ・スマイル」などのイメージ戦略によりマスコミや都民の支持を受けて就任後は個性的な政策を展開した。
選挙戦では「青空バッジ」70万個を売って選挙資金を確保するなど独自の選挙術を展開した。
日本社会党と日本共産党を支持基盤とする革新知事として、1979年（昭和54年）までの12年間（3期）にわたり東京都知事を務めた。1967年の就任から建築家の浅田孝をブレーンに、岩波書店社長となる安江良介を特別秘書として「広場と青空の東京構想」を掲げた。
1971年東京都知事選挙では361万5299票を獲得。自民党が擁立した秦野章に大差をつけて再選された。これは個人が獲得した得票数としては当時史上最高の得票記録であった。
1975年東京都知事選挙にあたっては部落解放同盟を巡り、解放同盟を支持基盤とする日本社会党と、解放同盟と対立する日本共産党の間で不和が生じ社共共闘が崩壊した。美濃部は一時、社共対立を理由に不出馬を表明したものの「石原慎太郎の出馬によるファシズムの復活を阻止する」という理由で3選出馬に踏み切った。これに対する反発は大きかったものの、石原に辛勝し3選した。
社会党系列の知事であったため、議会対策も兼ねて任期途中で公明党との間で政策協定を結ぶなど、共産党への牽制も少なからず行っている。

### 都知事としての主な政策
- 老人医療費助成制度（マル福）と心身障害者医療費助成制度（マル障）の制定[5]（詳細は後述）
- 老人無料パスの制定（現在の東京都シルバーパス）。1973年に都営交通の老人無料パスを発行、翌1974年には都内の民営バスにも無料化を拡充した[6]。
- 無認可保育所への助成[7]
- 児童手当の創設[8]
- 東京ゴミ戦争の宣言[9]
- 都主催の公営競技（公営ギャンブル）廃止（詳細は後述）
- 公害防止条例と国に先駆けた公害局（現：東京都環境局）の設置[10]
- 歩行者天国の実施。1970年8月2日に銀座・新宿・池袋・浅草の4繁華街で初めて実施された[11][12]。
- 都電の撤去（のちに荒川線となる27系統三ノ輪橋 - 王子駅前と32系統全線を除く。都電廃止の方針自体は東龍太郎前知事からの継承）

革新都政下での高福祉・公共サービス無料化、公営ギャンブル廃止といった政策は都民から支持を集めたものの、税収低下により財政赤字をもたらした。折しも1974年にオイルショックが起こり、高度経済成長が次第に鈍化しつつある時代であった。
また美濃部都政下では都職員の数を増やし、人件費も国家公務員を18.3%も上回り、給与水準は当時の全国最高であった。
財政問題に直面した美濃部都政は行き詰まりを見せ、美濃部は都独自の税源を増やそうとしたが、そのことが自治省の怒りをかって革新自治体バッシングに発展した。「バラマキ福祉による都財政破綻」といったイメージが浸透するに連れ、当初とは逆に美濃部はマスコミからの批判にさらされることとなる。

#### 老人医療無料化
1969年（昭和44年）、東京都では高齢者の医療費の健康保険個人負担分を都が肩代わりする政策を全国に先駆けて打ち出し、都民から大きな支持を得た。これに対して政府・厚生省と自民党は「枯れ木に水をやる政策」と反対し、「個人負担分の肩代わりは健康保険法違反で実施不可能」などと反発し、少数与党で一旦頓挫した。しかし都は厚生省に「健康保険法違反」の見解を撤回させ、都独自の高齢者医療費無料化を実施した。この東京都の老人医療費無料化が都民に支持されたため、将来の持続性から反対していた自民党は地方選挙で敗北を重ねることになる。
これを受けた田中角栄首相（兼自民党総裁）が、財源無しに無償福祉は不可能だと反対する官庁を抑えて1972年に老人福祉法を改定した。
田中内閣は「福祉元年」と銘打ち、1973年（昭和48年）1月に全国で老人医療費無料化を施行。全国の70歳以上の高齢者の医療費を無料化した。
同年7月、東京都はさらに老人医療費無料化を65歳まで引き下げた。しかし同年10月にはオイルショックが発生し、東京都や国の財政も悪化してゆくことになる。
その後、1980年代の行財政改革の流れの中で、1981年（昭和56年）には土光敏夫率いる第二次臨時行政調査会で老人健康保険制度が提案され、翌1982年（昭和57年）には老人保健法が1983年（昭和58年）には老人健康保険制度が施行された。その後に法改正を経て後期高齢者医療制度へ至る。
呉世榮（オ・セヨン、韓国・圓光大学校）は、田中角栄が「福祉元年」として1973年に全国導入した老人医療無料化制度について「国民医療費増加の根本的及び構造的原因を提供し、1980年代に入ってから始まった強力な医療費抑制政策の契機となった」と述べている。
高齢者医療費無料化について、NHK教育テレビの福祉情報番組『ハートネットTV』では「車の両輪であった予防と健康管理が置き去りにされたことで、この政策は、医療を必要としない高齢者が病院に入院するなど、いわゆる”社会的入院”の問題を引き起こし、高齢者医療費の増大を招くことになっていきました」と報道している。

#### 公営ギャンブル廃止
公営競技廃止を政治公約として前面に押し出し、美濃部の都知事就任後に公約実行という形で、東京都はそれまで行っていた競輪・地方競馬・競艇・オートレースと、全ての公営競技事業から撤退している。
大井競馬では東京都が撤退した分を特別区が肩代わりした。東京都の単独主催場であった大井オートレース場と後楽園競輪場は閉鎖された。
この他にも、東京都内に設置されている公営競技場は存在しているが、このうち東京競馬場は、国の中央省庁である農林水産省管轄の外郭団体（特殊法人）である日本中央競馬会の運営であるため、東京都は一切関与しておらず、この公約実行とは無関係だったため、廃止は免れ存続した。また、江戸川競艇場・平和島競艇場・多摩川競艇場・大井競馬場・京王閣競輪場・立川競輪場は、東京都とは別に市町村や東京都区部が主催権を持っていたため、閉鎖・廃止にならず、東京都が主催していた開催枠については、各々公営競技主催権の移行が行われた。

#### 道路・空港整備反対
東京外環自動車道（外環道）や首都高速中央環状線での道路建設工事について、フランツ・ファノンの「ひとつの橋の建設がもしそこに働く人びとの意識を豊かにしないものならば、橋は建設されぬがよい、市民は従前どおり、泳ぐか渡し船に乗るかして、川を渡っていればよい。橋は空から降って湧くものであってはならない、社会の全景にデウス・エクス・マキーナ〔救いの神〕によって押しつけられるものであってはならない。そうではなくて、市民の筋肉と頭脳とから生まれるべきものだ」を引用し、社会的少数派を極端に重視する姿勢から「一人でも反対があったら橋を架けない」という「橋の哲学」に基づき、道路工事反対の住民運動の側に立ち、道路建設を軒並み凍結。東京湾横断道路の建設を目指していた1都2県で構成される東京湾総合開発協議会からも脱退し、活動停止に追い込んでいる。また、成田新幹線整備や東京国際空港（羽田空港）拡張にも反対を唱えた。

#### 都立高校学校群制度の継承
学校群制度による東京都立高校入試は1967年度（昭和42年度）入学者から1981年度（昭和56年度）入学者までの15回で、うち12回が美濃部都政下の1968年（昭和43年）から1979年（昭和54年）まで実施された。
都立高校の進学実績低下の発端となったことがしばしば指摘される学校群制度は、最も実施回数が多くかつ一貫して実施された美濃部都政のイメージが強いものの、導入そのものは前都知事の東龍太郎時代末期になされたものであり、第1回入試は東都政下の1967年3月に実施されている（美濃部都知事初当選は同年4月15日の統一地方選）。

#### 北朝鮮との関係
対北朝鮮、在日朝鮮人の関連では全国の都道府県の中で先駆けて在日本朝鮮人総聯合会（朝鮮総連）など、朝鮮民主主義人民共和国（北朝鮮）に近い立場の関連施設の固定資産税を免税にしているほか、朝鮮大学校を各種学校として認可している。
1968年には、文部省が「北朝鮮系在日朝鮮人の基幹教育機関」として認可に懸念を示していた朝鮮大学校について各種学校として全国で初めて認可した。以降は全国の地方自治体で朝鮮学校への補助金を支給する動きが広がった。
1971年には平壌を訪問し、北朝鮮首相金日成とも会談した。これは「都市外交の一環」を名目としたもので、現職都道府県知事としては唯一の北朝鮮訪問である。
産経新聞（2016年5月7日付）の報道によれば、美濃部は1971年の金日成との会談において「私は1925年に大学を卒業して以来、約40余年間マルクス経済学を勉強してまいりました。それ故に私は社会主義者であり、社会主義の実現を理想とする人間です。金日成元帥がなされたような活動は出来ませんでしたが、日本国内で私のなし得ることはやりました。・・このような立場にたっている私としては、貴国で進められている社会主義建設の早いテンポには非常に尊敬の念を抱いてきました」と発言し、社会主義下の平壌の現状を引き合いに「資本主義の負けは明らかである」と断じた。産経新聞はその記事中で「朝鮮大学校の認可は、金日成訪問の手土産であった」と報じている
。

#### 中国との関係
1971年11月に中華人民共和国を訪問し、当時自由民主党幹事長だった保利茂から俗に「保利書簡」と呼ばれる周恩来宛の書簡を託される。
美濃部都政下の東京都と中華人民共和国の首都北京市は1979年3月から姉妹都市となり、翌4月に都知事に就任した鈴木俊一の都政でも東京と北京の交流関係は続くことになった。

#### 美濃部都政への批判
- 後に東京都知事となる石原慎太郎は、美濃部都政に対して以下のように激しく批判した。
  - 石原は自著『歴史の十字路に立って 戦後七十年の回顧』において、美濃部都政時代に「増税なきバラマキ政策を行ったことで、東京都また日本に無償福祉ポピュリズムという悪しき影響を与えた」「東京都が都政初の財政赤字自治体になったことは負の遺産になった」と批判した[13]。
  - 美濃部都政下の公営ギャンブル廃止に対しても、石原は財源確保の面から批判しており、パチンコ業界に反射的利益を与えた政策と論じている[13]。
  - 石原は美濃部の対北朝鮮政策について「日本の保守派が支持する韓国よりも北朝鮮を正統な国家とする美濃部など革新派の思想が背景にある、当時から外部の人間に監視など移動制限を行う訪朝したことで北朝鮮の異常さも分からないはずもなく、理解した後も支援していたのだろう」と批判した[13]。

- ウェブサイト『アゴラ』を主催する池田信夫は、美濃部の政策を「革新自治体のバラマキ福祉」と批判している[38]。

## 著書
- 『独裁制下のドイツ経済』福田書房、1935年2月14日。NDLJP:1280249。
- 『苦悶するデモクラシー』文藝春秋新社、1959年3月10日。NDLJP:2982785。（1959年：第13回 毎日出版文化賞受賞）
- 『都知事12年』朝日新聞社、1979年11月20日。NDLJP:9773111。